# Journal officiel de la République française

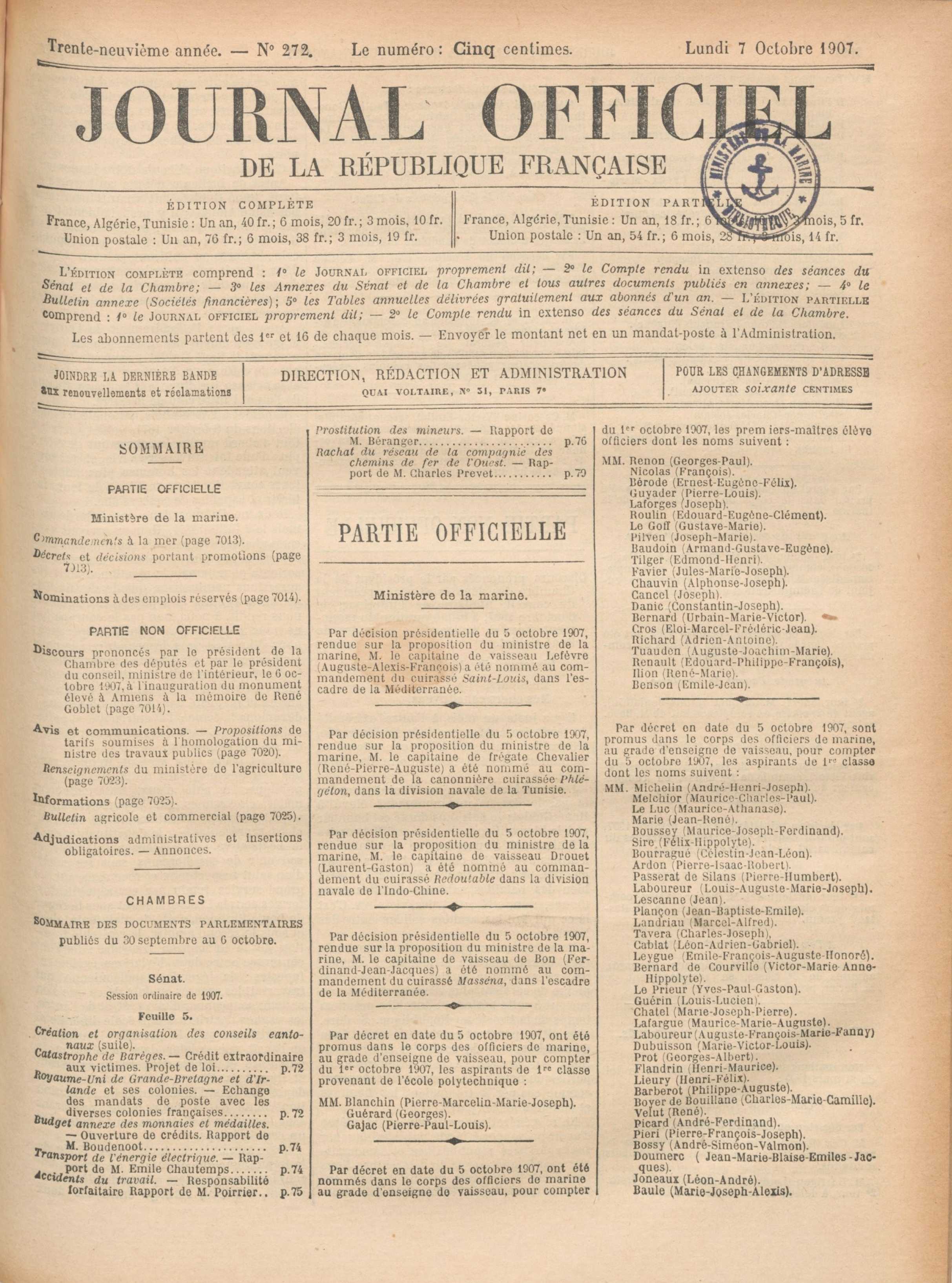
Ausgabe des Journal officiel von 1907

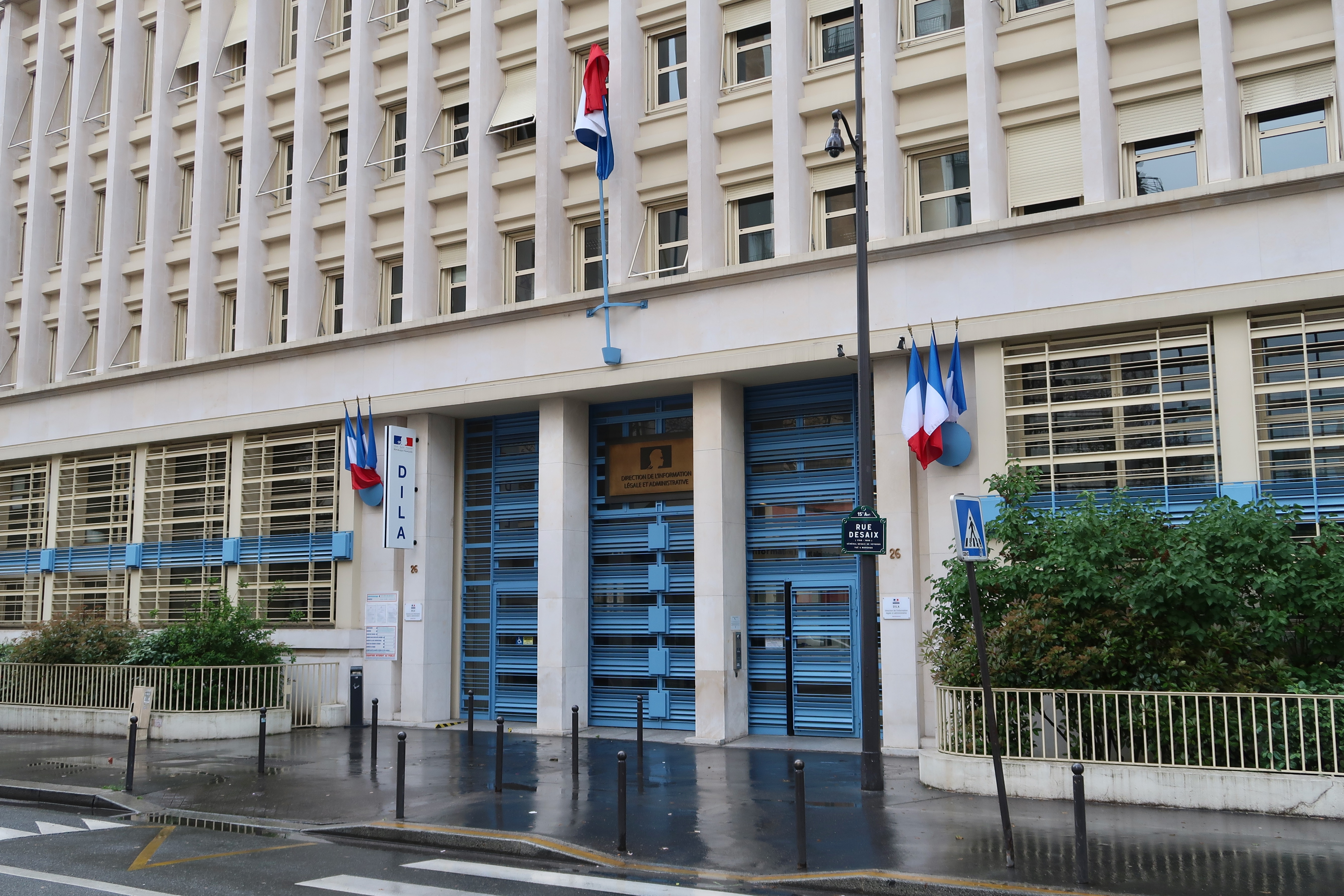
Sitz des Journal officiel in der Rue Desaix im 15. Arrondissement von Paris

Das Journal officiel de la République française (auch Journal officiel, JO oder JORF genannt) ist das täglich veröffentlichte, offizielle staatliche Amtsblatt für Frankreich. Darin werden sämtliche legislativen Tätigkeiten (Gesetze und Verordnungen), Regulierungen und Verlautbarungen im gesetzgeberischen Bereich veröffentlicht. In Deutschland ist das Journal officiel vergleichbar mit dem Bundesgesetzblatt.
Das Journal officiel erscheint täglich von Dienstag bis Sonntag, ausgenommen an Feiertagen.
Der Leitung des JO obliegt es – neben der Veröffentlichung und Verbreitung der Gesetzestexte und Regulierungen –, diese in einer Datenbank zu speichern und parlamentarische Debatten auf Papier und in digitaler Form festzuhalten. Das Journal officiel untersteht seit 1944 dem Premierminister und ist in dessen Verwaltungsapparat dem Staatssekretariat der Regierung zugeordnet. Seit 2010 liegt die Zuständigkeit für das JO bei der neu geschaffenen Direction de l’information légale et administrative (DILA), einer immer noch dem Premierminister nachgeordneten Behörde, die aus einer Fusion von La Documentation française und Journal officiel hervorgegangen ist. Der Direktor der DILA wird auf Vorschlag des Premierministers per Dekret vom Staatspräsidenten im Ministerrat (conseil des ministres) benannt.
Das Erscheinungsdatum ist in Bezug auf das Inkrafttreten relevant, da ein juristischer Text bekannt sein muss, bevor er Gültigkeit erlangt. Daher tritt ein Gesetz grundsätzlich am Tag nach seiner Veröffentlichung im JO in Kraft, es sei denn, bei der Veröffentlichung wird ein Datum für das Inkrafttreten genannt. Ein Gesetzestext, für dessen Durchführung Verordnungen notwendig sind, kann nur in Kraft treten, sobald auch diese veröffentlicht wurden.

## Geschichte
Bevor die Verbreitung der Gesetzestexte auf schriftlichem Wege erfolgte, wurden sie durch einen Stadtsprecher öffentlich verkündet.
Ab 1631 erschien als erste Zeitung Frankreichs die Gazette, die von Théophraste Renaudot mit der Unterstützung Richelieus (unter Ludwig XIII.) gegründet wurde und in der Berichte zu Kriegen und Kommentare zum politischen Leben veröffentlicht wurden. 1762 wurde dieses inoffizielle Organ unter dem neuen Namen Gazette de France dem Außenministerium unterstellt und somit zum offiziellen Organ der königlichen Regierung. Im Jahr der Französischen Revolution 1789 wurden die Debatten der einberufenen Generalstände bzw. der Konstituante in einer Beilage (Titel: États-généraux, folglich Assemblée nationale, später Le Gazettin) veröffentlicht, sowie Informationen zum politischen Leben und zum Aufbau der Verwaltung. Ab August 1792 wurde das Blatt in Gazette nationale de France umbenannt und erschien fortan täglich. Am Ende des Jahres 1797 erhielt es wieder seinen alten Namen Gazette de France zurück, den es bis zu seiner Einstellung im Jahr 1915 fast durchgängig beibehielt.
1793, während der Terrorherrschaft, wurde per Dekret ein weiteres Veröffentlichungsorgan gegründet: Das Bulletin des lois. Per Gesetz wurde es zum öffentlichen Archiv der Gesetze der Republik und trug das Staatssiegel und die Unterschrift des Justizministers. Es wurde erst zum 1. April 1931 abgeschafft.
Im November 1789 gründete Charles-Joseph Panckoucke die Zeitung Gazette nationale ou le Moniteur universel. 1799 wurde sie (ab 1811 nur noch unter dem Titel Le Moniteur universel) zum offiziellen Organ der französischen Regierung und blieb es bis Ende 1868 (lediglich zwischen Juli 1814 und Januar 1816 wurde der offizielle Teil durch eine Gazette officielle ersetzt). Nur im ersten Teil erschienen die offiziellen Verlautbarungen der Regierung und der Nationalversammlung. Im zweiten Teil erschienen klassische Rubriken einer Zeitung mit literarischen, wissenschaftlichen und künstlerischen Inhalten. Mit Beginn der Zweiten Republik 1848 bekam Le Moniteur universel den Titelzusatz Journal officiel de la République française, während des Zweiten Kaiserreiches (ab 1852) Journal officiel de l’Empire français.
Nach einem Konflikt mit Napoleon III. wurde der offizielle Teil des Moniteur universel mit dem Jahreswechsel 1868/69 durch ein staatliches Journal officiel de l’Empire français ersetzt. Ein Erlass vom 5. November 1870 wies dem neuen Journal officiel das Monopol zur Veröffentlichung von Tätigkeiten im gesetzgeberischen Bereich und Regulierungen zu. (Der Moniteur universel existierte als unabhängige, tendenziell konservative Zeitung noch bis zum Jahr 1901 weiter.)
Für die Zeit des Vichy-Regimes wurde es in Journal officiel de l’État français umbenannt.
Durch ein Gesetz aus dem Jahr 1880 wurde das Journal officiel dem Innenministerium zugeordnet, seit dem 2. November 1944 (nach der Libération) unterliegt es der Zuständigkeit des französischen Regierungschefs.
Seit dem 2. Juni 2004 ist die Website online.